# Botrychium echo
Botrychium echo är en låsbräkenväxtart som beskrevs av Wagner. Botrychium echo ingår i släktet låsbräknar, och familjen låsbräkenväxter. Inga underarter finns listade i Catalogue of Life.